# Grand Tour
I cykling refererer en Grand Tour til et af de tre store professionelle europæiske cykelløb:
- Tour de France – Frankrig Rundt
- Giro d'Italia – Italien Rundt
- Vuelta a España – Spanien Rundt

Den kollektive betegnelsen for disse løb er Grand Tours, og alle disse løbs format er lige. Alle varer i 3 uger med daglige etaper. Etaperne er en blanding af lange flade etaper (fællesstart) som gerne ender med en sprinterduel ved mål; andre etaper er præget af bjerge og større bakker og passer bedre for bjergrytterene i feltet. Normal længde på disse etaper er fra cirka 150 km til ca. 250 km. I tillæg cykles der enkelte tempoetaper både individuelt og for hold. Alle holdene i UCI ProTour må deltage i alle tre løb. De samme cykelryttere behøver ikke deltage i alle tre. 
Priserne som deles ud i løbene er stort set ens. Der er en konkurrence for bedste bjergrytter, en for bedste sprinter, og selvfølgelig også en for føreren af løbet. I tillæg en til den bedste ungdomsrytter (U25). Kun to cykelryttere har vundet de tre førstnævnte trøjer i samme løb. I 1969 vandt Eddy Merckx dem i Tour de France og i 1995 vandt Laurent Jalabert dem i Vueltaen.
Kun tre cykelryttere har vundet en etape i alle de store toure i samme år:
- Miguel Poblet (1956)
- Pierino Baffi (1958)
- Alessandro Petacchi (2003)

Der er kun 25 cykelryttere som har fuldført alle tre Grand Tours i samme sæson.

## Grand Tour-vindere
Ingen cykelrytter har vundet alle de tre Grand Tours i samme år. Kun syv cykelryttere har vundet alle tre tours i løbet af karrieren:
| Rytter           | Nation         | Tour de France               | Giro d'Italia                | Vuelta a España  |
| ---------------- | -------------- | ---------------------------- | ---------------------------- | ---------------- |
| Jacques Anquetil | Frankrig       | 1957, 1961, 1962, 1963, 1964 | 1960, 1964                   | 1963             |
| Felice Gimondi   | Italien        | 1965                         | 1967, 1969, 1976             | 1968             |
| Eddy Merckx      | Belgien        | 1969, 1970, 1971, 1972, 1974 | 1968, 1970, 1972, 1973, 1974 | 1973             |
| Bernard Hinault  | Frankrig       | 1978, 1979, 1981, 1982, 1985 | 1980, 1982, 1985             | 1978, 1983       |
| Alberto Contador | Spanien        | 2007, 2009, 2010             | 2008, 2011, 2015             | 2008, 2012, 2014 |
| Vincenzo Nibali  | Italien        | 2014                         | 2013, 2016                   | 2010             |
| Chris Froome     | Storbritannien | 2013, 2015, 2016, 2017       | 2018                         | 2017             |

## Sidste vindere
| År   | Giro d'Italia      | Tour de France     | Vuelta a España     |
| ---- | ------------------ | ------------------ | ------------------- |
| 2025 | Simon Yates        |                    |                     |
| 2024 | Tadej Pogačar      | Tadej Pogačar      | Primož Roglič       |
| 2023 | Primož Roglič      | Jonas Vingegaard   | Sepp Kuss           |
| 2022 | Jai Hindley        | Jonas Vingegaard   | Remco Evenepoel     |
| 2021 | Egan Bernal        | Tadej Pogačar      | Primož Roglič       |
| 2020 | Tao Geoghegan Hart | Tadej Pogačar      | Primož Roglič       |
| 2019 | Richard Carapaz    | Egan Bernal        | Primož Roglič       |
| 2018 | Chris Froome       | Geraint Thomas     | Simon Yates         |
| 2017 | Tom Dumoulin       | Chris Froome       | Chris Froome        |
| 2016 | Vincenzo Nibali    | Chris Froome       | Nairo Quintana      |
| 2015 | Alberto Contador   | Chris Froome       | Fabio Aru           |
| 2014 | Nairo Quintana     | Vincenzo Nibali    | Alberto Contador    |
| 2013 | Vincenzo Nibali    | Chris Froome       | Chris Horner        |
| 2012 | Ryder Hesjedal     | Bradley Wiggins    | Alberto Contador    |
| 2011 | Michele Scarponi1  | Cadel Evans        | Juan José Cobo      |
| 2010 | Ivan Basso         | Andy Schleck2      | Vincenzo Nibali     |
| 2009 | Denis Mensjov      | Alberto Contador   | Alejandro Valverde  |
| 2008 | Alberto Contador   | Carlos Sastre      | Alberto Contador    |
| 2007 | Danilo Di Luca     | Alberto Contador   | Denis Mensjov       |
| 2006 | Ivan Basso         | Oscar Pereiro Sio3 | Aleksandr Vinokurov |
| 2005 | Paolo Savoldelli   | Ingen vinder 5     | Denis Mensjov4      |
| 2004 | Damiano Cunego     | Ingen vinder 5     | Roberto Heras       |
| 2003 | Gilberto Simoni    | Ingen vinder 5     | Roberto Heras       |
| 2002 | Paolo Savoldelli   | Ingen vinder 5     | Aitor González      |
| 2001 | Gilberto Simoni    | Ingen vinder 5     | Ángel Casero        |
| 2000 | Stefano Garzelli   | Ingen vinder 5     | Roberto Heras       |
| 1999 | Ivan Gotti         | Ingen vinder 5     | Jan Ullrich         |
| 1998 | Marco Pantani      | Marco Pantani      | Abraham Olano       |
| 1997 | Ivan Gotti         | Jan Ullrich        | Alex Zülle          |
| 1996 | Pavel Tonkov       | Bjarne Riis        | Alex Zülle          |
| 1995 | Tony Rominger      | Miguel Indurain    | Laurent Jalabert    |
| 1994 | Eugeni Berzin      | Miguel Indurain    | Tony Rominger       |
| 1993 | Miguel Indurain    | Miguel Indurain    | Tony Rominger       |
| 1992 | Miguel Indurain    | Miguel Indurain    | Tony Rominger       |
| 1991 | Franco Chioccioli  | Miguel Indurain    | Melchor Mauri       |

1Contador mistede sejren i 2012 pga. doping 

2Contador mistede sejren i 2012 pga. doping 

3Landis diskvalificeret pga. doping

4Heras diskvalificeret pga. epo. 

5Armstrong blev frataget sejren i 2012 efter at holdkammerater vidnede mod ham, han indrømmede senere at have dopet sig. 